# Josep Sala i Ardiz
Josep Sala i Ardiz   (Barcelona, 20 d'octubre de 1875 - Barcelona, 15 de febrer de 1980) fou un col·leccionista català d'art. Va fer estudis de Medicina a la Universitat de Barcelona i, quan li faltaven poques assignatures per llicenciar-se, els va abandonar per ajudar en el negoci familiar. El seu pare, Ignasi Sala Tió, es va dedicar al comerç de cotó i va arribar a ser el primer importador de Catalunya, fundant la comercial Sala i Trías de Mataró. Des de molt jove va mostrar la seva afició al col·leccionisme heretat del seu besavi Francesc Ardiz, cerer de Barcelona, que va arribar a formar una col·lecció de ferros per a la fabricació d'hòsties, i segells de cera, principalment Agnus Dei.

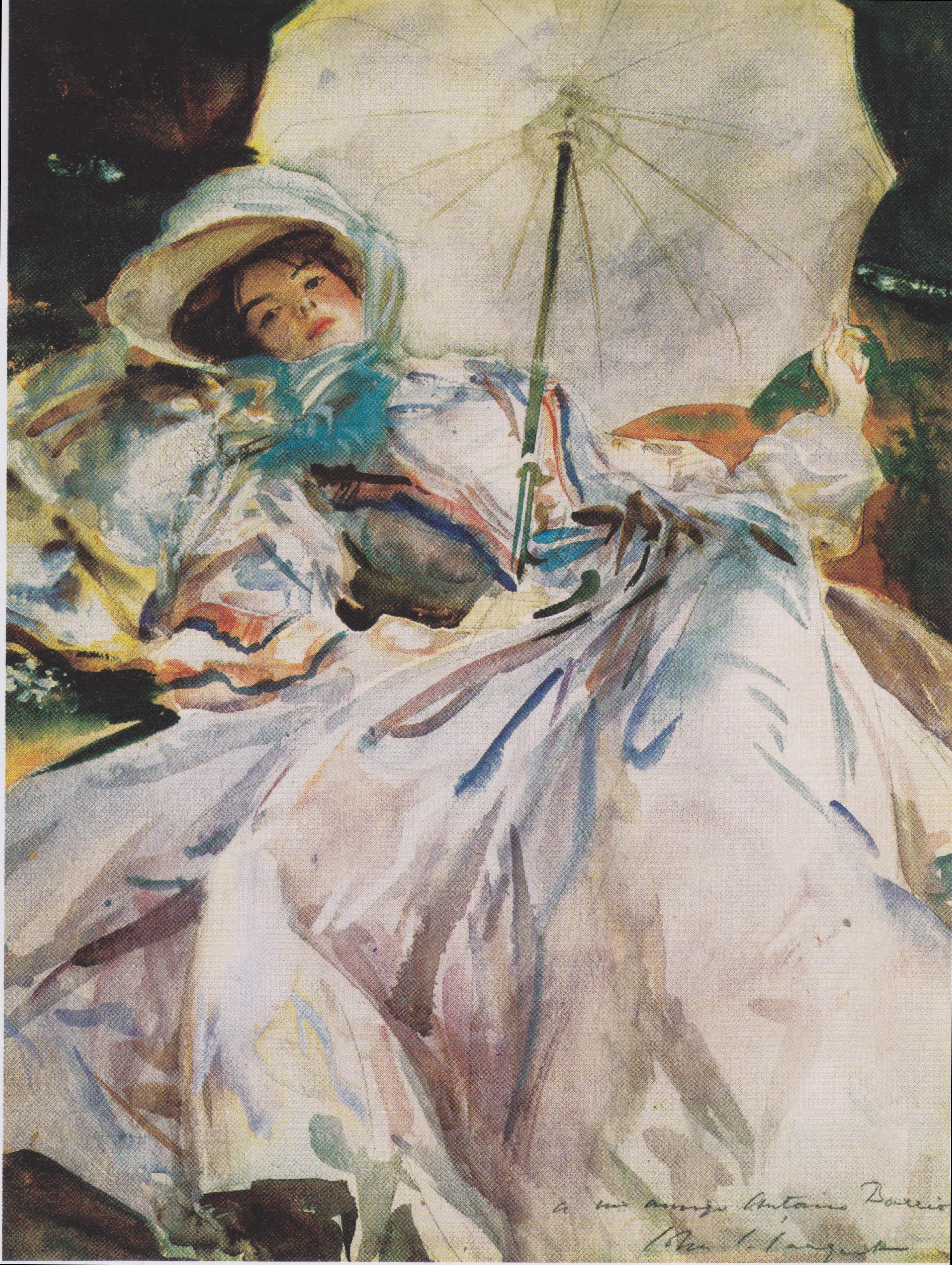
La dama de l'ombrel·la (1911), de John S. Sargent, a la col·lecció Sala i Ardiz del Museu de Montserrat

A partir de 1906 i al llarg de la seva longeva vida, va viure cent quatre anys, va reunir una important col·lecció de pintura realista, especialment d'autors catalans dels segles XIX i XX, que va donar al Monestir de Montserrat a la seva mort. S'hi troben algunes de les obres més conegudes de Fortuny (El venedor de tapissos, 1870), Rusiñol (Cafè de Montmartre, 1890; El pati blau, 1891-1892), Casas (Madeleine o L'absenta, 1892; Plaça de Bous de la Barceloneta, 1884; Autoretrat, 1920), Joaquim Mir (Cala encantada. Mallorca, 1902; Cala Sant Vicenç. Mallorca, 1902), Nonell (Consol, 1901) i Francesc Gimeno (La petita i el bon companyó, 1891). També hi són representats dos Picassos primerencs (El vell pescador, 1895; L'escolà, 1896), obres de Joaquim Vayreda, de Sunyer (El clot dels frares. Ramat, 1914), d' Anglada Camarasa (Champs Elysées, 1904), un dibuix de Dalí (Maria Carbona, 1925), de Martí Alsina (Retrat de pintor Ramon Tusquets, 1865) i de John Singer Sargent (La dama de l'ombrel·la, 1911).